# Schwerz (Landsberg)
Schwerz – dzielnica miasta Landsberg w Niemczech, w kraju związkowym Saksonia-Anhalt, w powiecie Saale.
Do 31 grudnia 2009 była to samodzielna gmina należąca do wspólnoty administracyjnej Östlicher Saalkreis. Do 30 czerwca 2007 gmina należała do powiatu Saal.